# Gloria Marinelli
Gloria Marinelli (Agnone, 12 marzo 1998) è una calciatrice italiana, attaccante del Servette Chênois.
Con le Azzurrine della Under-17 ha conquistato il terzo posto nel Campionato europeo di categoria 2014 ed il terzo posto nel Mondiale della Costa Rica.

## Carriera

### Club
Marinelli cresce con i genitori ad Agnone, piccola cittadina altomolisana in provincia di Isernia, e fin dalla giovane età è attratta dallo sport praticando nuoto e pallavolo ma trovando la passione e la continuità agonistica solo nel calcio. Decide quindi di tesserarsi con l'Olympia Agnonese dove, inserita nelle formazioni miste, ben presto si mette in luce per capacità in fase offensiva e giocando con i maschietti nel campionato esordienti provinciali che sconfina in Campania e Abruzzo, siglando alla sua ultima stagione (2010-2011) con la società 50 reti in 18 incontri di campionato. Dall'estate 2011 Marinelli passa all'Olimpic Isernia, inserita ancora nella formazione esordienti, continuando ad essere determinante nel ruolo di attaccante fino all'età massima consentita dalla federazione e attirando l'attenzione degli osservatori del Grifo Perugia favorevolmente impressionati dalla sua prestazione al X torneo "Nuove Speranze" (categoria esordienti 1999-2000) dove viene eletta migliore giocatore della competizione.
Convinti delle qualità dell'atleta, i dirigenti del Grifo Perugia convincono Marinelli a proseguire l'attività con la propria società, passando a una formazione interamente femminile e inserendola in rosa direttamente dalla stagione 2012-2013 nella squadra titolare iscritta alla Serie A. A soli 14 anni, debutta nel massimo livello del campionato italiano femminile di calcio già alla seconda giornata, il 29 settembre 2012, nell'incontro perso con le avversarie del Fiammamonza. Impiegata con regolarità durante tutto il campionato sigla la sua prima rete in Serie A, nonché prima doppietta, il 1º dicembre, all'undicesima giornata, dove le Grifoncelle superano per 2-0 le avversarie del Fortitudo Mozzecane. Con la società perugina gioca quattro stagioni, condividendo la salvezza ai play-out della prima, la retrocessione in Serie B a fine stagione 2013-2014 e il tentativo, senza successo, di ritornare alla massima serie nelle due stagioni successive, congedandosi dal Grifo Perugia con un tabellino personale di 28 reti in 86 incontri di campionato.
Durante il calciomercato estivo 2016 coglie l'occasione offertale dal neopromosso Chieti, vincitore del girone D, per tornare a giocare in Serie A dalla stagione entrante. Veste i colori neroverdi della società abruzzese fino al termine del campionato, condividendo con le compagne la sorte della squadra che non riesce ad evitare l'immediata retrocessione in cadetteria, mettendosi in luce con le 7 reti segnate come migliore realizzatrice della squadra.
L'estate successiva la società si accorda con l'Inter Milano per cedere Marinelli con la formula del prestito. Viene confermata dall'Inter Milano anche per la stagione 2018-2019, prima della cessione del titolo sportivo all'Inter. Marinelli realizza 26 gol in 19 presenze, vincendo il titolo di miglior marcatore del torneo.
Il 2 agosto 2023 passa a titolo definitivo al Milan.
Il 9 luglio 2025 viene acquistata dal Servette.

### Nazionale

#### Nazionali giovanili
Dal 2012 Marinelli inizia ad essere convocata dai responsabili delle formazioni delle nazionali giovanili femminili, inizialmente per uno stage delle atlete under 15, per poi passare l'anno seguente alle selezioni per l'under 17, tra le 25 giocatrici che sotto la guida del ct Enrico Sbardella affineranno presso il centro tecnico di Coverciano la preparazione in vista della prima fase di qualificazione all'edizione di Inghilterra 2014 del campionato europeo di categoria, che si svolgerà ad Albena, in Bulgaria, e dove dal 2 al 7 luglio 2013 le Azzurrine, inserite nel gruppo 9, dovranno cimentarsi con le nazionali pari età di Bulgaria, Macedonia e Svizzera. Inserita nella definitiva rosa delle 18 calciatrici, Marinelli fa il suo debutto nel torneo solo dalla successiva fase élite, nell'incontro giocato in Portogallo il 15 ottobre allo stadio Municipal de Abrantes, Abrantes, dove le Azzurrine superano le avversarie della Rep. Ceca per 1-0 grazie alla rete siglata al 62' da Manuela Giugliano. Grazie alla vittoria sul Portogallo e la sola sconfitta con la Danimarca, l'Italia si classifica prima nel girone acquisendo il diritto alla partecipazione alla fase finale.

#### Nazionale maggiore
Il 26 agosto 2019 Marinelli riceve la sua prima convocazione in nazionale maggiore per due gare di qualificazione al campionato europeo 2022 contro Israele e Malta.
Nell'ottobre 2023 viene nuovamente inclusa nella lista delle convocate dal ct Andrea Soncin, in vista di due partite della UEFA Women's Nations League contro Spagna e Svezia.

## Statistiche

### Cronologia presenze e reti in nazionale
| Cronologia completa delle presenze e delle reti in nazionale ― Italia | Cronologia completa delle presenze e delle reti in nazionale ― Italia | Cronologia completa delle presenze e delle reti in nazionale ― Italia | Cronologia completa delle presenze e delle reti in nazionale ― Italia | Cronologia completa delle presenze e delle reti in nazionale ― Italia | Cronologia completa delle presenze e delle reti in nazionale ― Italia | Cronologia completa delle presenze e delle reti in nazionale ― Italia | Cronologia completa delle presenze e delle reti in nazionale ― Italia |
| Data                                                                  | Città                                                                 | In casa                                                               | Risultato                                                             | Ospiti                                                                | Competizione                                                          | Reti                                                                  | Note                                                                  |
| --------------------------------------------------------------------- | --------------------------------------------------------------------- | --------------------------------------------------------------------- | --------------------------------------------------------------------- | --------------------------------------------------------------------- | --------------------------------------------------------------------- | --------------------------------------------------------------------- | --------------------------------------------------------------------- |
| 4-10-2019                                                             | Ta' Qali                                                              | Malta                                                                 | 0 – 2                                                                 | Italia                                                                | Qual. Euro 2022                                                       | -                                                                     | 46’                                                                   |
| 10-4-2021                                                             | Firenze                                                               | Italia                                                                | 1 – 0                                                                 | Islanda                                                               | Amichevole                                                            | -                                                                     | 56’                                                                   |
| Totale                                                                |                                                                       | Presenze                                                              | 2                                                                     |                                                                       | Reti                                                                  | 0                                                                     |                                                                       |

## Palmarès

### Club
- Campionato italiano di Serie B: 1

Inter: 2018-2019

### Individuale
- Capocannoniere della Serie B: 1

2018-2019 (26 reti)